# كريشتل
كريشتل قرية ومرسى، على ساحل البحر المتوسط، تبعد 26 كلم عن مدينة وهران غرب الجزائر. بلغ عدد سكانها 3072 نسمة سنة 2008.

## التسمية
ذكر القاضي عبد القادر المشرفي سنة 1764 أن اسم القرية مشتق من اسم سكانها الأصليين قبيلة كْرِشتل و هو اسم سلفهم كرشتل بن محمد بن راشد بن محمد بن ثابت بن منديل بن عبد الرحمن المغراوي، و هو من مغراوة أحد فروع قبيلة زناتة الأمازيغية.

و تقول رواية أخرى بأنها كانت تسمى «كرش التل» (بطن التل)، ثم عرفت باسمها الحالي خلال الفترة الاستعمارية. ويطلق على سكانها كريشلي.

## جغرافية
كريشتل قرية محاطة بتضاريس تعزلها عن محيطها تقع على خليج صغير، بين مدينتي وهران وأرزيو ، على 26 كم شرق وهران في منطقة مغطاة بغابات كثيفة ، ولكنها قليلة الكثافة السكانية. و تتبع إدارياً لبلدية قديل ( ولاية وهران ).
ساحل القرية صخري و تضاريسها وعرة ، يبلغ ارتفاع جبل كريشتل 490 م فوق مستوى سطح البحر، و جبل بو عيشم 630 م  وجبل أوروس 630 م .

## التاريخ

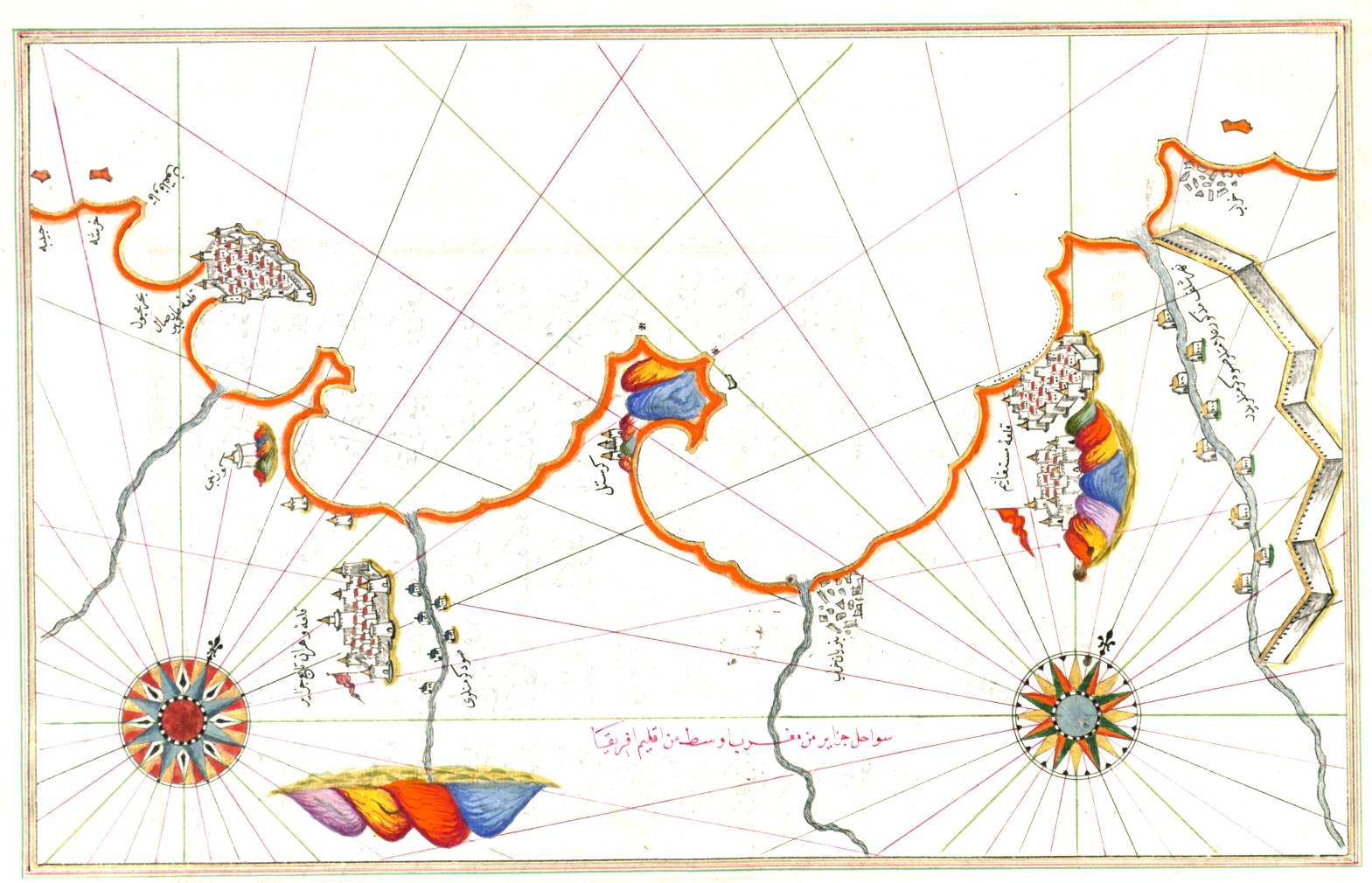
خريطة عثمانية لبيري ريس تظهر الساحل الجزائري بمنطقتي مستغانم و وهران حيث تظهر كريشتل في الوسط.

يوجد بالقرب من كريستل موقع أثري من عصور ما قبل التاريخ يسمى «مواقع بوعيشم من نهاية العصر الحجري القديم» يحتوي على أفق ثقافي من العصر الحجري القديم منسوب إلى الثقافة العاترية.
كانت كريشتل في القرن الثامن عشر سوقا لأهل المنطقة، خاصة سكان الساحل. كان الحكام الإسبان لمدينة وهران إبان الاحتلال الإسباني للمدينة يقصدونها لتزويد قواتهم وحامياتهم وكذلك بايات بايلك الغرب.
خلال الفترة الاستعمارية، أُلحقت القرية ببلدية سان كلو (Saint Cloud) (حاليا قديل )، بمرسوم في عام 1856 يوصي بترقية مركز سان كلو إلى بلدية كاملة الصلاحيات. أصبحت القرية مصيفا للمعمرين الفرنسيين الذين استغلوا أيضًا مقالعها.

## الاقتصاد
يعمل السكان بشكل رئيسي في صيد الأسماك والزراعة ، وتؤثر البطالة على غالبية الشباب ، وتعاني السياحة من عدم وجود هياكل استقبال مثل الفنادق. وبسبب ندرة المياه ، طور السكان شبكة ري خاصة شبيهة بالفوغارات التي تسمح لملاك الأراضي بمشاركة هذا المورد.
يضم الشريط الساحلي لكريشتل العديد من الشواطئ مثل عين فرانين وعين دفلة، و بعض الينابيع الحرارية. استفادت الشواطئ من أعمال التهيئة في عام 2010 ، وكذلك الطريق الولائي CW75 الذي يربط تجمع بلقايد، الواقع في أقصى شرق وهران ، بكريشتل.

## صور

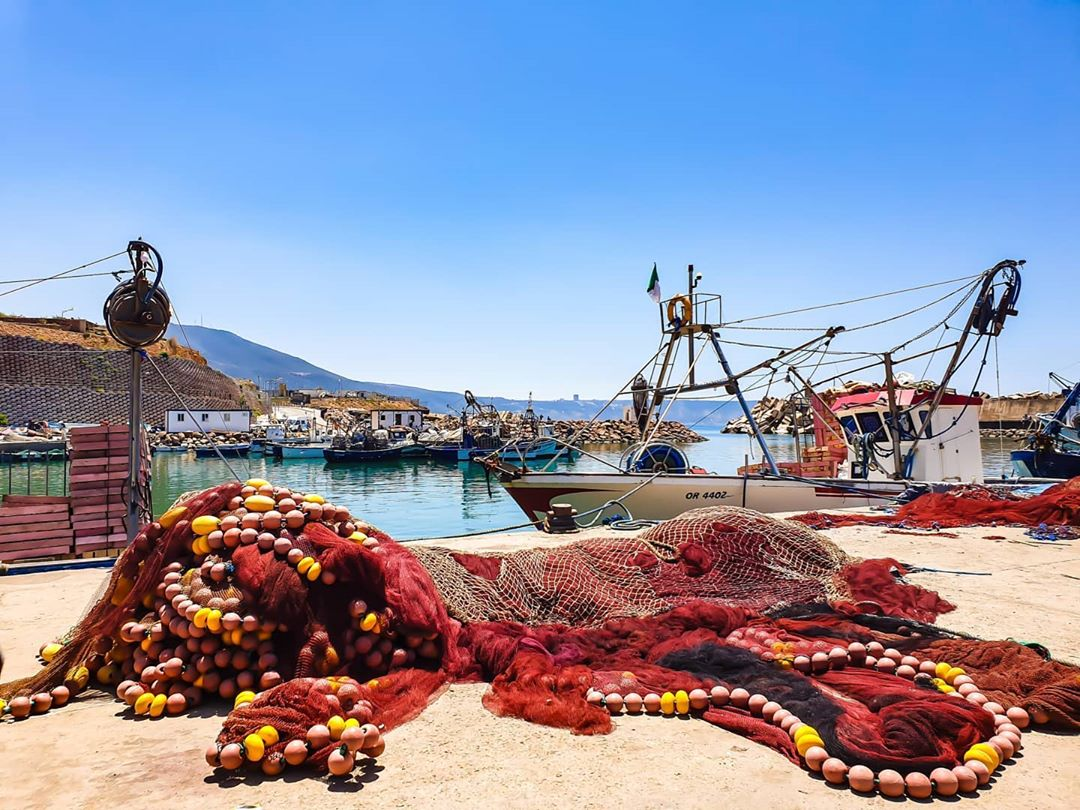
مرسى كريشتل
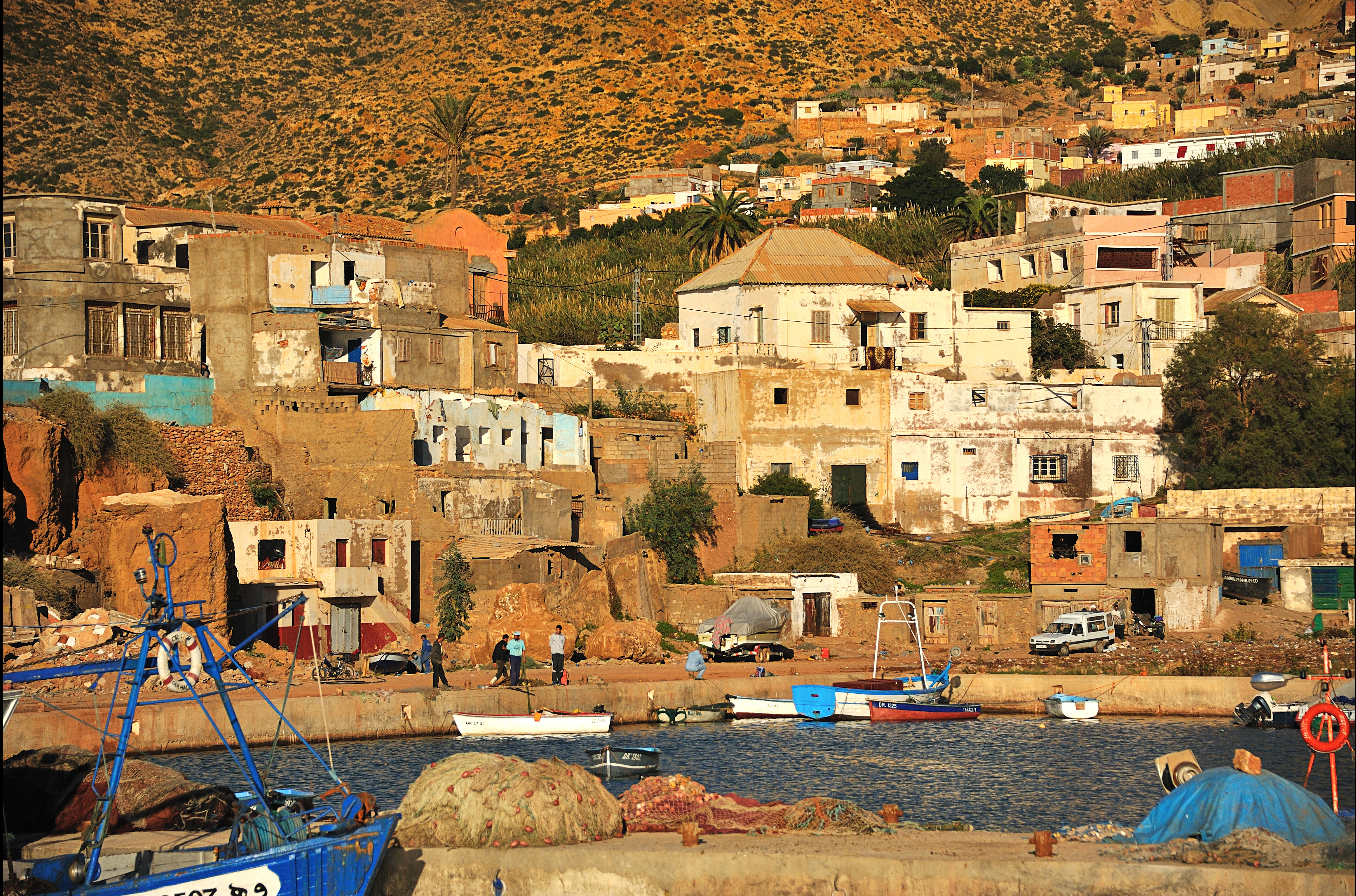
القرية و المرسى
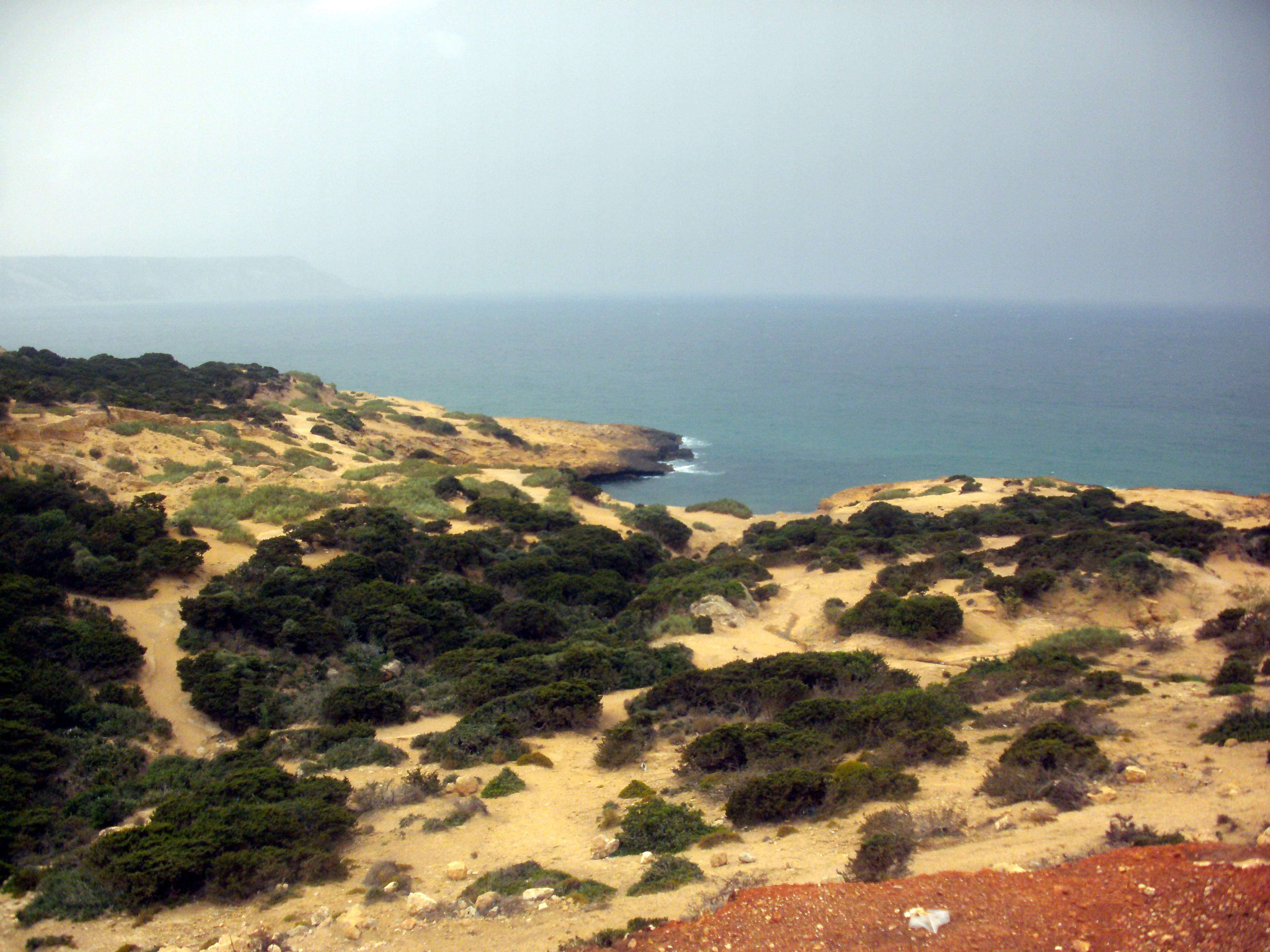
أحد شواطئ كريشتل
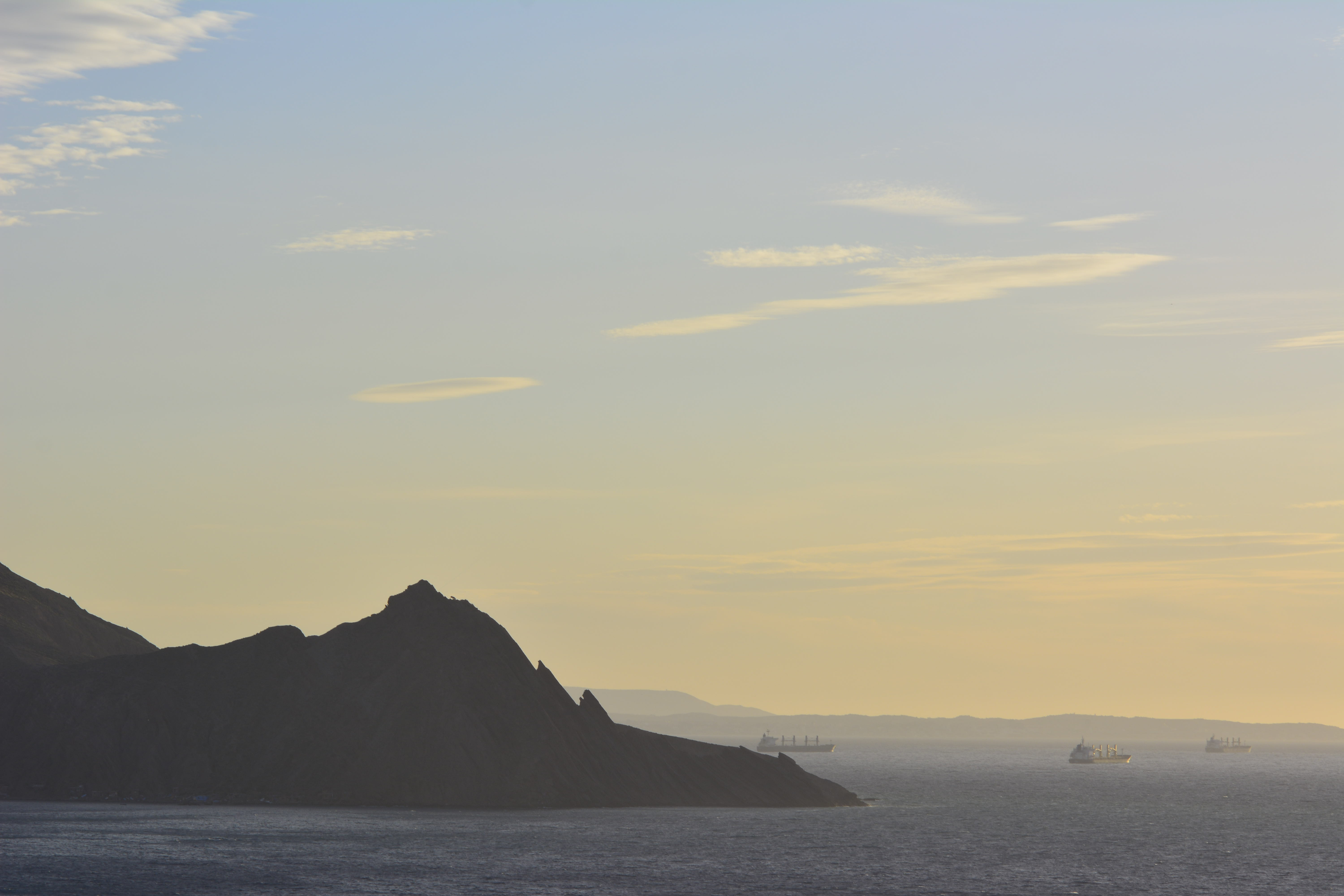
شاطئ كاب روسو

## مقالات ذات صلة
- قديل
- وهران
- أرزيو